# Itadakiman
Itadakiman (яп. イタダキマン Итадакиман) — японский аниме-сериал, выпущенный студией Tatsunoko Productions, впервые транслировался по телеканалу Fuji TV с 9 апреля 1983 года по 24 сентября 1983 года. Всего выпущено 20 серий аниме. Это самый короткий сериал из серии аниме Time Bokan, так всего было выпущено 20 серий аниме. Itadakiman является седьмой частью франшизы Time Bokan, которая выходила следом за Gyakuten! Ippatsuman и перед Kaitou Kiramekiman.

## Сюжет
Действие происходит в неопределённом будущем, в XXI веке. В Камакуланде существует всемирно известная школа Осяка, чьи двери открыты только для чистых потомков священного клана Сандзо. Трио злодеев твердо верят, что они тоже являются подлинными потомками клана Сандзо и усердно учатся, чтобы поступить в школу, несмотря на их неоднократные неудачи. Однажды троим школьникам поручили найти и собрать медные пластины, разбросанные по всему миру, которые предназначены приумножить честь школы Осяка, однако разговор подслушали злодеи и решили опередить детей в поисках пластин, чтобы получить признание и быть принятыми в школу. Главным героям предстоит предотвратить планы троицы.
В отличие от предыдущих серий, сериал нацелен скорее на взрослую аудиторию, так как злодейки периодически теряет свою одежду. Показ самого сериала был прерван из-за низкой популярности.

## Роли озвучивали
- Маюми Танака — Кусаку Магота/Итадакиман
- Хиро Ойкава — Директор Отяка
- Юри Насива — Канно-сэнсэй
- Кэй Томияма — Отякан-тори
- Хироми Ойкава — Хоко Сандзо
- Бин Симада — Тянго Дзё
- Томохиро Нисимура — Тё Хакко
- Норико Охара — Ян-Ян
- Дзёдзи Янами — Дасайнэн
- Кадзуя Татэкабэ — Тонментан
- Тика Сакамото — Рюко
- Кэй Томияма — Кэй Томияма